# A baseballhoz hasonló labdajátékok

## A baseball rokonai
Az amerikai nagyvárosok kőrengetegében élő fiatalok is szeretnek labdázni, azok is, akik parkoktól, mezőktől távol laknak. A magas betonfalak és parkoló autók között, csatornafedelekkel tarkított betonjárdákon, szűk helyen játszani a kontinens-szerte oly népszerű baseballt. A magyar népi hagyományokban is léteznek labdajátékok (legismertebb példa erre a méta, a "magyar bézból"). A rekreációs szakemberek és a tornatanárok előszeretettel keresnek olyan sportjátékokat, amik élvezetesek, nem kell hozzájuk különleges tér, vagy eszköz, tehát olcsók. Eme kettő tulajdonság szükséges ahhoz, hogy valamiből tömegsport váljon, és az egész országot meg lehessen mozdítani.

## Kickball

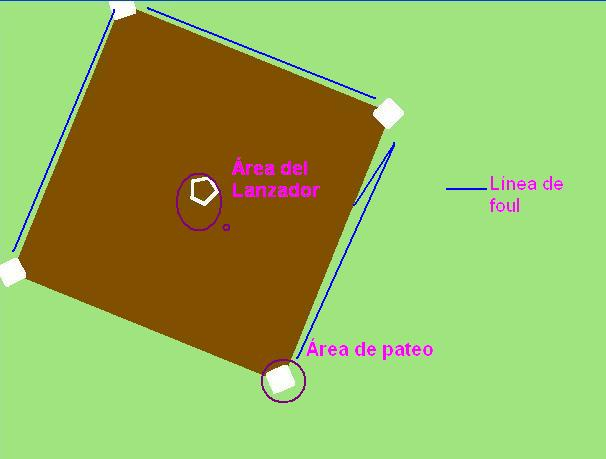
A kickball gyémánt alakú pályája

A kickball-t egyaránt játsszák játszótéren és egymással versenyző ligákban. A baseball-hoz hasonlít, 1942 körül találták ki az Egyesült Államokban. A második világháború egyik tudósítója, Ernie Pyle hírt adott arról, hogy amerikai katonák kickball-t játszottak 1942-1943-ban, az Észak-afrikai hadjárat során. Általában egy gyémánt alakú softball pályán játsszák egy 2,5–4 cm közötti (10-16 incs) nagyságú felfújt gumilabdával. A dobó (pitcher) a labdát a fogójátékosnak (catcher) hajítja, az „ütő” (batter) pedig megrúgja a lábfejével. Néhány játékban az ütők bizonyos fajta ütést kérnek – pörgő labdát, enyhén perdülőt, vagy kevéssel a talaj fölé visszapattanót. Amint megrúgják a labdát, a rúgó célja, hogy odaérjen a bázisponthoz (base). Azonkívül, hogy meg kell érintenie egy bázispontot, hogy az ellenfelet futásra kényszerítse (forced runner), vagy a kezében tartott labdával kell megérintenie egy futót, a védekezők (fielders) megdobhatják a futókat, hogy kiejtsék őket (bár ha váll fölötti éri őket a labda, azt vagy ellenzik vagy szabálytalannak tekintik, de főleg az utóbbi szerepel a szabályok között.) Néha, pickup-fajta játékokban, a „dobó kéz” (pitcher hand) szabály használatos. Amikor ez a szabály van érvényben, az ütő kieshet, ha a dobónál van a labda a dobódombon (mound), mielőtt a futó bázisponthoz ér. Ha egy játékos elkapja a labdát, de valamelyik testrésze a földet ér, a futó biztonságban van.
Mivel egy jó rugó gyakran kerül kapcsolatba guruló labdával, ritkák a hibás ütések és kidobások (strikes and strikeouts). A labda nagyon nagy és lágy a baseball-hoz vagy a softball-hoz képest, így a védelem is más: a repülő labdát könnyebben lehet elkapni, de a labda eldobása nehezebb. Emiatt a kickball dinamikája és stratégiai elgondolása különbözik a baseball-tól, a softball-tól, vagy az over-the-line-tól. Néhány ligában nem engedik a lepattintást (bunt), nagyobb hangsúlyt fektetnek az erőteljes rúgásokra (a lepattintást „olcsóságnak” tekintik, mivel a védelem nem tudja nagyon kivédeni. A baseball-ra utaló analógiában a bunt egy nagyon gyenge rúgás, ami a labdát csak néhány lábnyira juttatja a home ponttól. Ezalatt a rúgó nyugodtan eljuthat az első bázisponthoz, míg a dobó vagy egy másik játékos megkapja a labdát.) Ha a labda el is talál egy futót, még akkor is élő, érvényes labda marad. Vannak még egyéb szabályok is, melyeket főleg gyerekek játékában alkalmaznak, ahol kevés játékos jut egy-egy csapatba. Ilyen a „szellem futó” (ghost runner) szabály, ami szerint egy bázisponton a játékos visszatérhet a home-ba, így egy „szellem futót” hagyva maga után, aki annyi bázishoz fut, ahányhoz a rúgó.
Felnőtt ligák
A kickball több generáción keresztül elsősorban gyerekjáték volt, amit gyakran játszottak az iskolaudvarokon. Az 1990-es évek végén a játék népszerűsége robbanásszerűen megnőtt a felnőttek körében, akik egy új társas tevékenységnek kezdték ezt tekinteni. Felnőtt rekreációs kickball ligák kezdtek működni szerte az Egyesült Államok területén, a felnőtt softball- és focicsapatok alternatíváiként. Felnőtt csapatok szerveződhetnek helyi hivatalokban, főiskolákon, nonprofit szervezetek keretében, és cégeknél. A Világ Felnőtt Kickball-ozóinak Egyesülete a kickball-csapatok legnagyobb szabályozó testülete az Egyesült Államokban. Sok egyéb, független liga is létezik.

## Stick ball

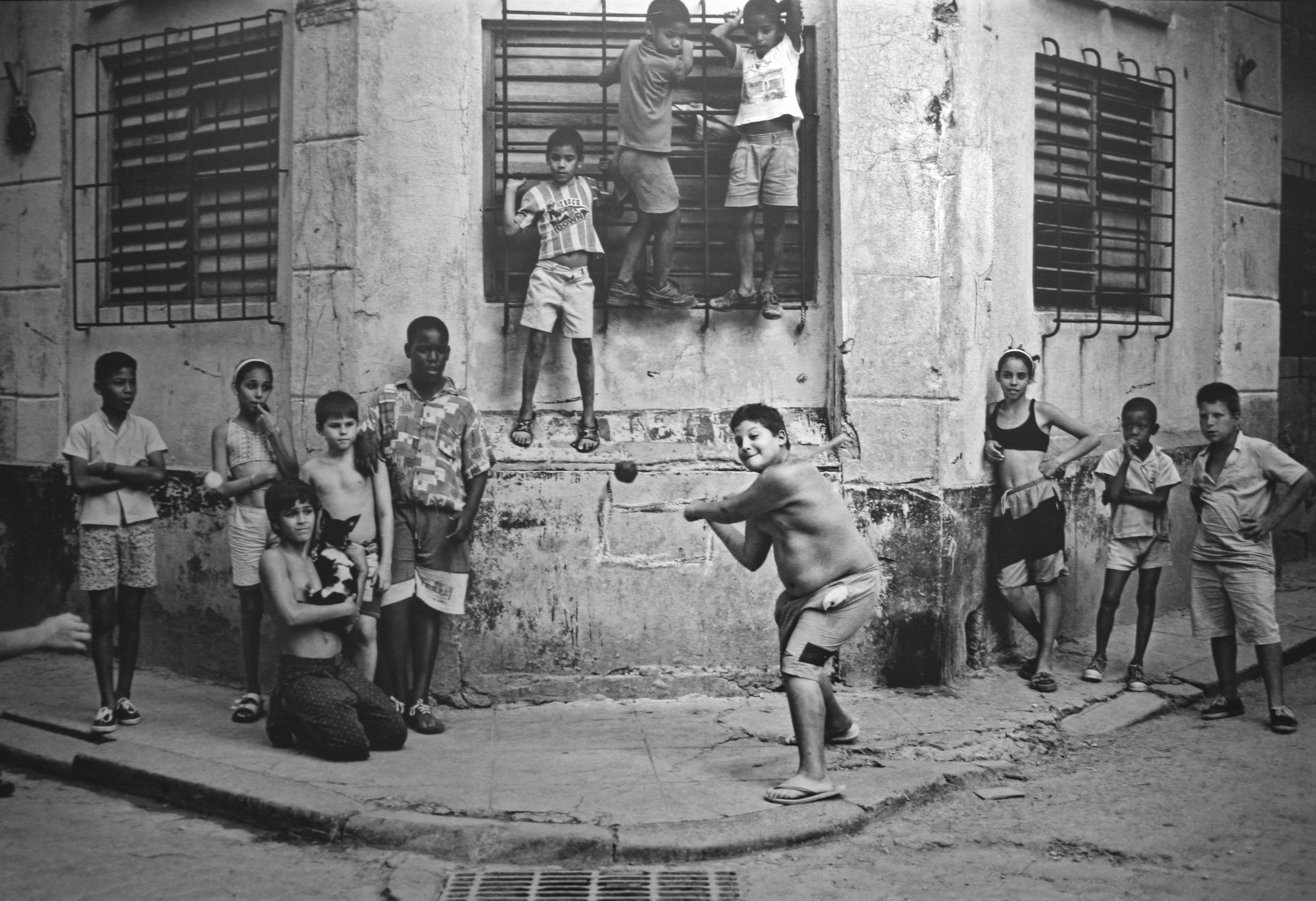
Stick ball játék Havannában, 1999-ben

A stickball egy, a baseball-hoz hasonló utcai játék, ami pick-up játékként alakult ki az Egyesült Államok keleti nagyvárosaiban (főleg New York City-ben). A felszerelés egy seprűnyélből és egy gumilabdából áll (a spaldeen vagy a pensie pinkie a legkedveltebb típusok). A szabályokat a baseball-ból vették át, és adaptálták a környezetre, pl autók közelében csatornafedél a bázispont, illetve épületek jelentik a hibavonalakat (foul lines). A játék nagy népszerűségnek örvendett az olasz és ír bevándorló fiatalok között az 1930-as évektől az 1980-as évekig New York City-ben. Ma is népszerű mindenféle származású városi gyerekek körében. Három különböző stílusban játsszák a stickball-t a labda eldobásának módjától függően. A gyors dobásban az ütő játékosnak egy falhoz vagy kerítéshez kell ütnie a labdát. A megegyezés szerinti „ütközőre” (backstop) egy négyszöget rajzolnak, ebbe kell beletalálni (strike zone). A játéknak ezt a típusát leggyakrabban Queens és NY iskoláinak udvarán játsszák, és a játéknak ez a legnehezebb formája. A lassú dobásnál a dobó 40-50 lábnyira áll az ütőtől, aki a labdát egy lepattanás után üti meg. Szervezett csapatjátékok esetén a „fungo” stílust játsszák, melyben az ütő feldobja a labdát a levegőbe, és azt leesése közben illetve egy vagy több pattanás után üti el. Az ütő kieshet egy, két vagy három kiütés (strike) után, ez a régióban érvényes szabályoktól függ. Ha a labda egy tetőre vagy verandára esik, vagy betör egy távoli ablakot, az általában hazafutást (home run) ér. Az ütéseket (hit) az dönti el, milyen messzire jut a labda. A stickball-ban tehát az ütő nem fut. Ettől eltekintve a szabályai a baseball-éval azonosak.

## Punch ball
Gyerekeknek és fiatalok kedvenc játéka. Ezt a játékot általában az utcán, vagy más, betonozott felületen játsszák. Mindkét oldalon lehet akár csak egy játékos is, de tipikusan három játékos van mindkét oldalon: egy dobó (pitcher), egy belső pályás (in-fielder) és egy külső pályás (out-fielder). A labdát lehet dobni vagy az ütő játékos lepattinthatja vagy feldobhatja, hogy elüsse. Kipontozás (out) lehet kidobás (strike out), de sokkal inkább kivédés (fielder out) szokott lenni, ez utóbbi azt jelenti, hogy elkapják a repülő labdát vagy a labda a földön gurul (grounder). Az ütéseket a labda repülésének hossza határozza meg.

## Curb ball, stoop ball
Csak egy gumilabda és egy járdaszegély (curb) vagy a ház előtti lépcső (stoop) kell hozzá. Ezt a játékot általában az utcán, egy épület előtt játsszák. Mindkét oldalon lehet akár csak egy játékos is, de tipikusan három játékos van mindkét oldalon: egy dobó (pitcher), egy belső pályás (in-fielder) és egy külső pályás (out-fielder). A labdát „ütő” játékos a lépcső szélére dobja, ahonnan az a többi játékoshoz repül. Kipontozás (out) lehet kidobás (strike out), ha a labda nem ér a lépcső széléhez de sokkal inkább kivédés (fielder out) szokott lenni, ez utóbbi azt jelenti, hogy elkapják a repülő labdát vagy a labda a földön gurul (grounder). Az ütéseket a labda repülésének hossza határozza meg.

## Kezeslabda, falralabda
Csak egy gumilabda és egy fal kell hozzá (akár egy kézilabdapályán, akár egy épület oldalában). A pálya méretéről meg kell egyezni és ki kell jelölni a határokat. Ehhez a legcélszerűbb aszfaltkrétát használni. Ez talán a leguniverzálisabb a belváros labdajátékai közül. Egy vagy két játékos lehet egy oldalon. Nyitott tenyérrel ütik a labdát. A labdát lehet rögtön a falra dobni vagy előbb lepattintani (ezt a játék előtt el kell dönteni, és játék közben nem lehet változtatni). A játékos akkor kap pontot, ha az ellenfél nem tudja visszaütni a labdát. Általában 11 vagy 21 pontig játsszák. Gyilkospont (killers): ha a labdát a fal és a járda találkozásánál levő vályúba dobják. Gyilkospont lehet akkor is, ha előbb lepattintják a labdát, és akkor is, ha pattintás nélkül játszanak. Előzetes megállapodás kérdése, hogy a gyilkospont engedélyezett-e (általában egy ember dönti el, aki először mondja ki szabályként, hogy például „nincs gyilkospont”).

## Box ball, slap ball
Csak egy gumilabda és két egymáshoz illesztett kocka (box) kell hozzá (használhatóak hozzá a járda meglévő betonkockái vagy aszfaltkrétával is rajzolhatunk kockákat). Ez talán a legkönnyebb a belvárosban űzhető labdajátékok közül. Egy vagy két játékos játszik egy oldalon. Nyitott tenyérrel ütik a labdát (slap). A labdát lepattintás nélkül kell a másik oldali kockába ütni. Pontot ér, ha az ellenfél nem tudja egy pattintáson belül visszaütni a labdát, és ha nem tud az ellenfél kockájába célozni. Általában 11 vagy 21 pontig játsszák.

## Stoolball
Ez egy, a 14. századig visszavezethető labdajáték, ami a dél-angliai Sussex-ből ered. Feltételezhetően őse mind a krikettnek (ami ehhez hasonló játék), a baseball-nak, és a rounders-nek. Hagyományosan fejőlányok játszották, akik a fejőszéket használták „kapunak”.
Az 1960-as évek óta csökkent a játék népszerűsége, de helyi csapatokban még mindig játsszák Sussex, Kent és Surrey vidékein. Néhány iskolában játsszák a változatait. A legtöbb csapatot csak hölgyek alkotják, de létezik néhány koedukált csapat is.
A stoolball-hoz bármilyen füves pálya megfelel, ami egy 82 m (92 yard) átmérőjű. Minden csapat 11 játékosból áll, vagy csak nőkből, vagy mindkét nemű játékosból. Az egyik a fielder csapat, a másik pedig az ütő (batter). A gurítás (bowling) kar alól történik egy „gödörből” (crease), ami a batsman kapujától 9 m-re (10 yardra) van. Maga a „kapu” egy kicsi, kocka alakú fadarab fej vagy vállmagasságban. Hagyomány szerint a kisszék ülőkéje lógott így egy oszlopról vagy egy fáról. Néhány változatban egy magas kisszéket használnak, amit fejjel lefelé tesznek a földre.
A mai szokások szerint a gurító (bowler) megpróbálja úgy ütni a labdát, hogy az a kaput érintse, a batsman pedig védi a kaput egy palacsintasütő alakú, fűzfából készült ütővel. A batsman „futásokat” (runs) szerez pontként azzal, hogy két kapu között fut, vagy a kriketthez hasonló módon a pálya határain (boundary) kívülre üti a labdát. A fielderek megpróbálják elkapni a labdát, vagy lefutni (run-out) a batsman-t, mielőtt ő visszaér a futásból.
Eredetileg a batsman egyszerűen csak azzal védte az ülőkéjét (stool), hogy a kezével visszaütötte a labdákat, és minden visszaütésért pontot kapott, amíg egy labda el nem találta a stoolt. A játékba a későbbi fejlődés során kerültek be a futások (runs) és az ütők.
A stoolball viszonylag olcsó és nem szükséges hozzá makulátlanul karbantartott pálya, emiatt éppen megfelelő iskolai célokra. A felszerelés még egy játszótéren is megtalálható.
A pontszerzés és a szabályok a kriketthez hasonlóak. Annyi a különbség, hogy nyolc ball van egy menetben (over), ami kettővel több, mint a krikettben.